# Фіакр

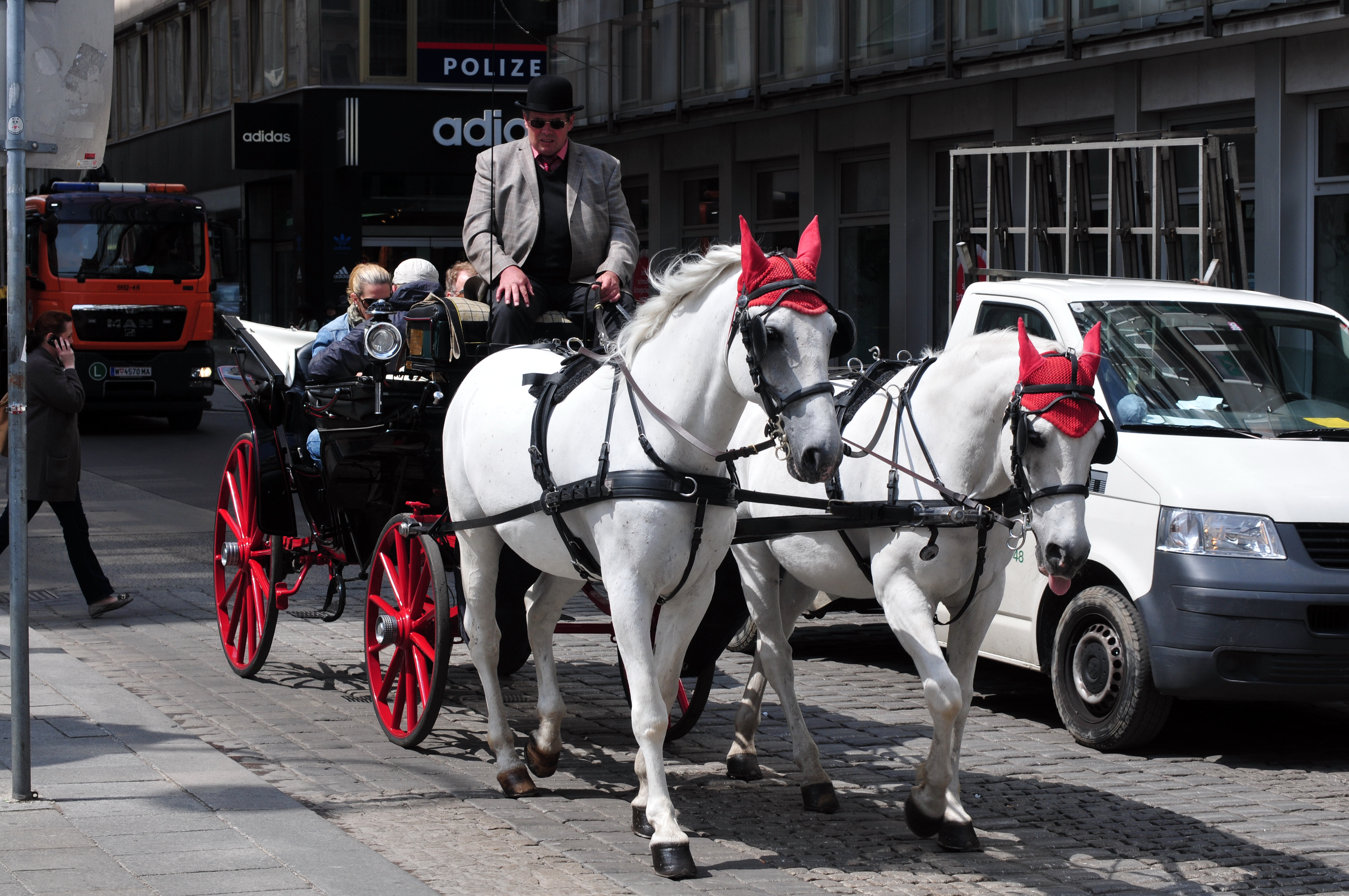
Фіакр на вулицях Відня

Фіа́кр (фр. fiacre) — найчастіше найманий міський кінний екіпаж із довільним маршрутом руху на вимогу пасажирів, який використовували в країнах Західної Європи як таксі до розповсюдження трамвая та автомобіля.

## Походження назви
Слово «фіакр» походить від назви готелю «Hôtel de Saint Fiacre» («Готель святого Фіакра») на вулиці Сен-Мартен в Парижі. Навпроти цього готелю в 1640 році відкрився заклад Ніколя Соважа для винаймання карет по годинах і поденно. Справа Соважа пішла так добре, що скоро у нього з'явилося чимало конкурентів; число фіакрів розмножилися, поліції довелося видавати для них особливі регламенти, а з їх власників стали стягувати певні особливі податки.
У Львові, скажімо, функції таксі виконували фіакри, а функції сьогоднішнього автобуса — омнібуси. Проте заможніші містяни й надалі послуговувалися фіакрами.
У польських джерелах повідомляється, що в австрійській Польщі (куди входила територія сучасних Львівської, Тернопільської, Івано-Франківської областей) словом fiakier називали той самий тип екіпажа, який в російській і прусській Польщі був відомий як dorożka.

## Сьогодення
У наш час фіакри використовуються як засоби пересування при проведенні екскурсій для туристів, які подорожують в західноєвропейські країни як елемент відтворення епохи XVIII-XIX століть. Особливо славиться кінними екіпажами столиця Австрії — Відень.

## Галерея

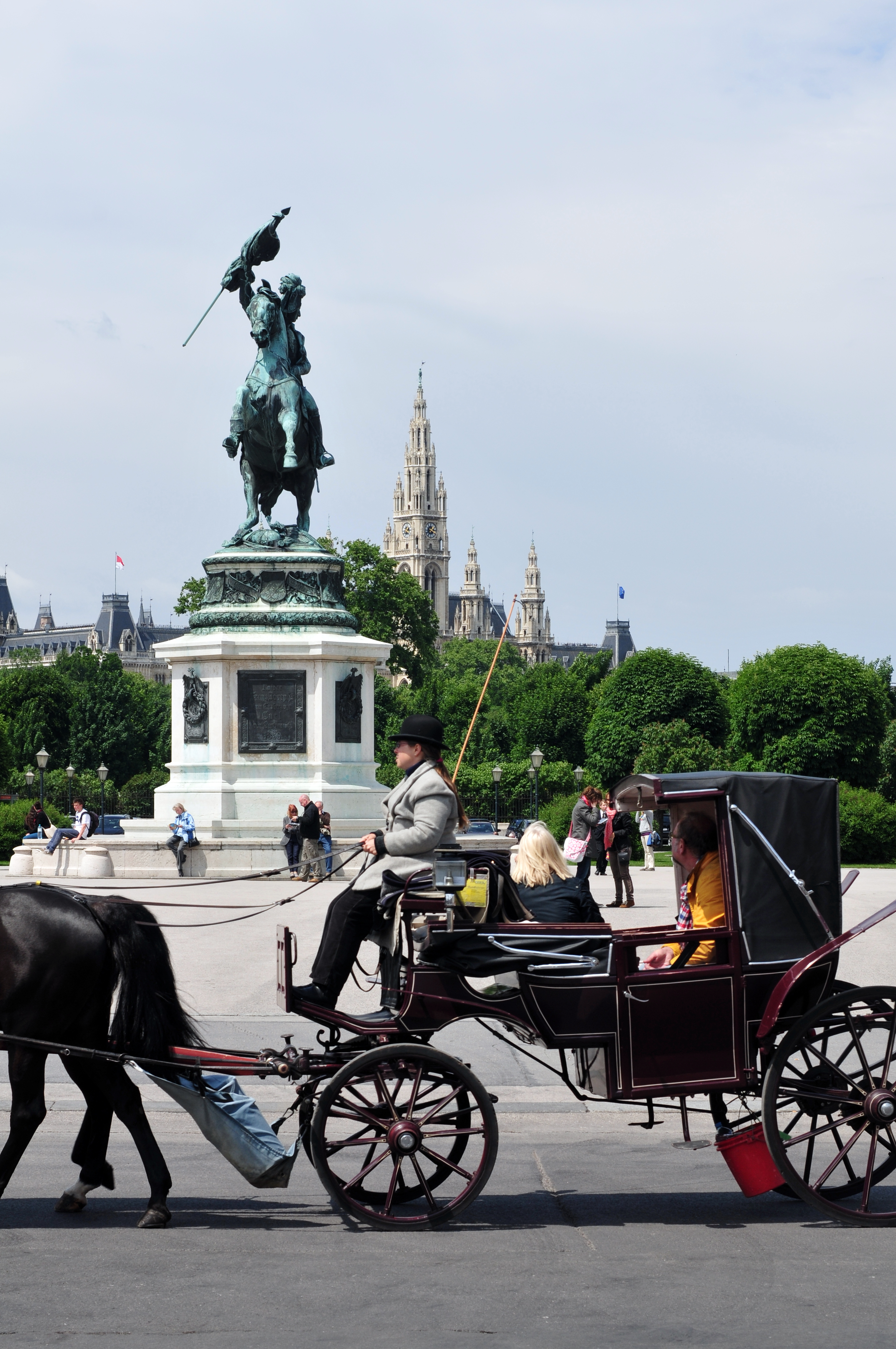
Фіакри у Відні
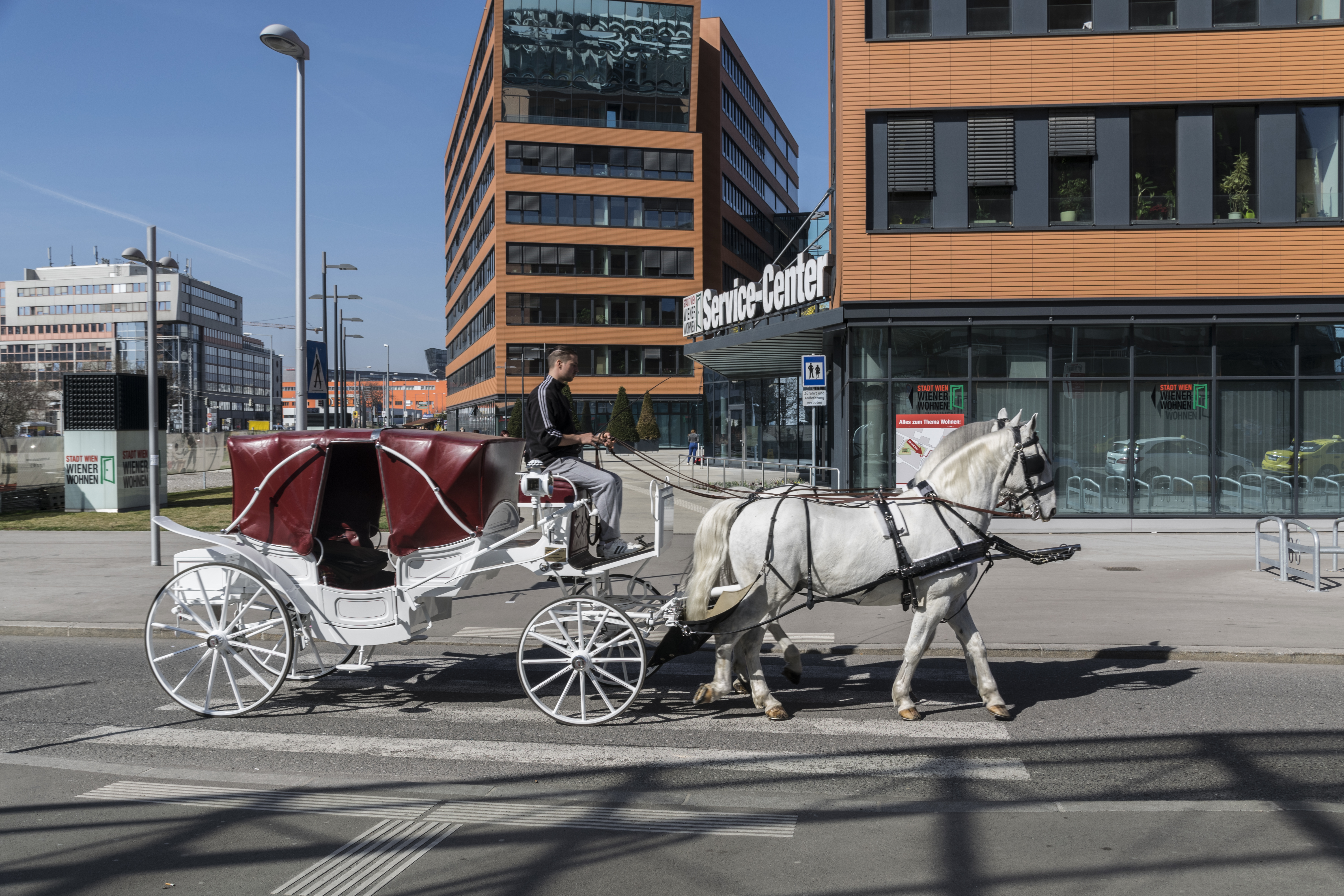
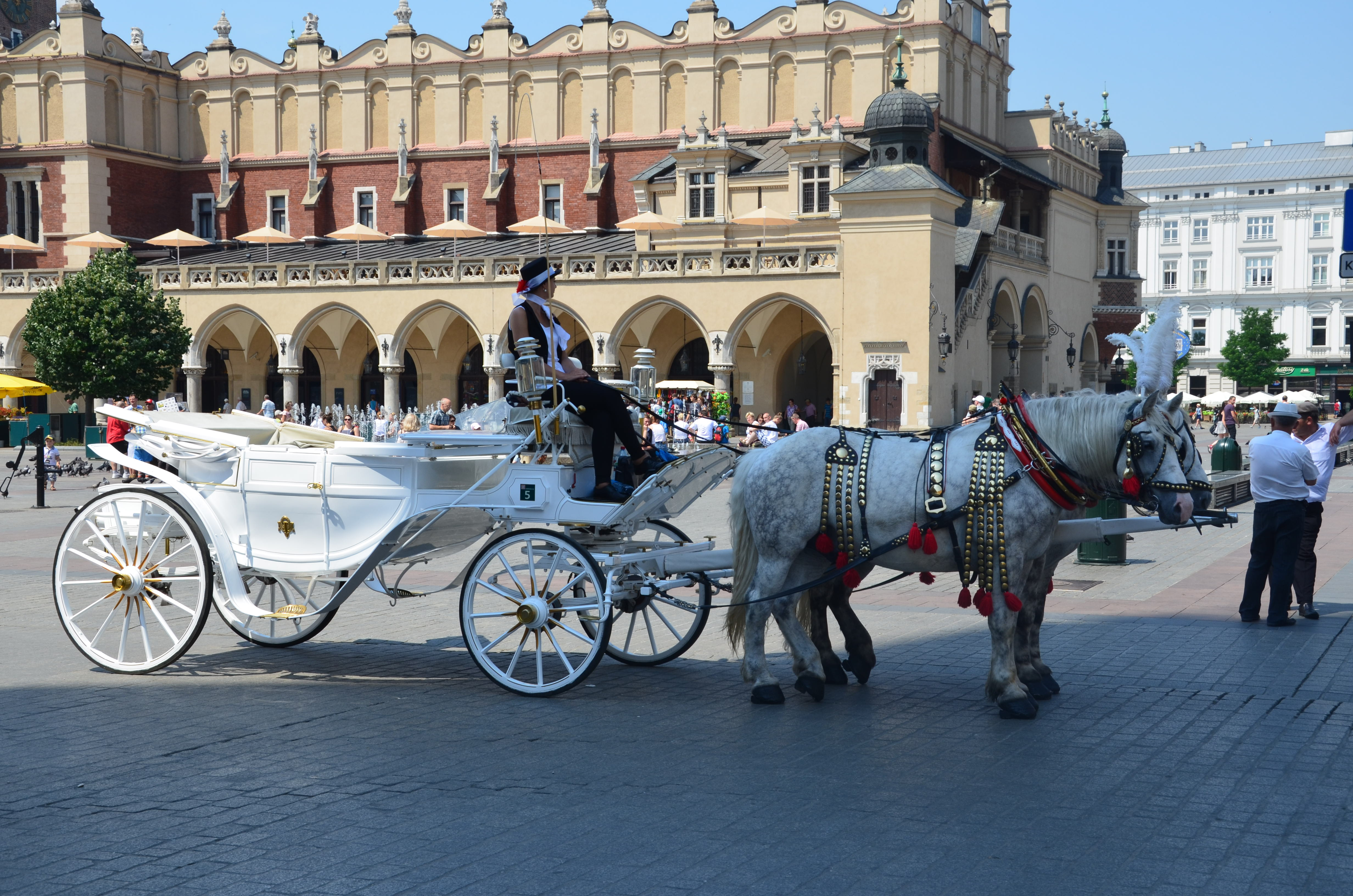
Краківський фіакр

## Зноски
1. ↑  «До Стрийського парку зазвичай їхали фіакром, а до Єзуїтського саду йшли пішки», — написав Станіслав Лем у своєму автобіографічному романі «Високий замок»
2. ↑  Nowa encyklopedia powszechna PWN. — Warszawa : Wydawnictwo Naukowe PWN, 1995. — Т. 2, D-H. — С. 108. — ISBN 83-01-11965-9. (пол.)
3. ↑  Through Vienna in a horse-drawn carriage. vienna.info (англ.). Процитовано 8 серпня 2025.